# Hans-Sigfrid Oberer
Hans-Sigfrid Oberer (* 12. Dezember 1933 in Wimmis; † 24. Dezember 2020) war ein Schweizer Skilangläufer.
Oberer, der für den SC Tambo Splügen und den Grenzwachtkorps aus Chur startete, wurde im Jahr 1969 Schweizer Meister über 50 km und kam bei seiner einzigen Teilnahme an Olympischen Winterspielen im Februar 1964 in Innsbruck auf den 31. Platz über 15 km sowie auf den neunten Platz zusammen mit Konrad Hischier, Alois Kälin und Franz Kälin in der Staffel. Zudem wurde er bei Schweizer Meisterschaften im Jahr 1965 Dritter über 30 km, im Jahr 1966 Dritter mit der Staffel und im Jahr 1971 Zweiter mit der Staffel.